# Сутоки (Україна)
Су́токи —  село в Україні, у Городнянській міській громаді Чернігівського району Чернігівської області. Населення становить 15 осіб. До 2017 року орган місцевого самоврядування — Мощенська сільська рада.

## Географія
Селом протікає річка Вербча, права притока Тетиви.

## Історія
12 червня 2020 року, відповідно до розпорядження Кабінету Міністрів України № 730-р від «Про визначення адміністративних центрів та затвердження територій територіальних громад Чернігівської області», село увійшло до складу Городнянської міської громади.
19 липня 2020 року, в результаті адміністративно-територіальної реформи та ліквідації Городнянського району, село увійшло до складу Чернігівського району.

## Населення

### Мова
Розподіл населення за рідною мовою за даними перепису 2001 року:
| Мова       | Кількість | Відсоток |
| ---------- | --------- | -------- |
| українська | 65        | 97.02%   |
| російська  | 1         | 1.49%    |
| білоруська | 1         | 1.49%    |
| Усього     | 67        | 100%     |